# Lascăr L. Vorel
Lascăr L. Vorel (n. 19 august 1879, Iași — d. februarie 1918, München, Germania) a fost un pictor postimpresionist român, al cărui stil este legat de expresionism.

## Biografie

### Familie
S-a născut la Iași într-o familie mixtă, cehi-români: tatăl, Lascăr A. Vorel, farmacist în Piatra Neamț și mama, Julieta, născută Suess. Lascăr Vorel a fost strănepotul lui Anton Vorel, un farmacist bine cunoscut, ce venise în România din Boemia. La 26 mai 1825, prin hrisov domnesc, domnitorul Ioniță Sandu Sturdza îi acorda spițerului Anton Vorel dreptul de a deschide o spițerie în Târgul Pietrei, pentru „obșteasca înlesnire în treaba medicilor.” În 1883, Lascăr A. Vorel (fiul lui Anton Vorel) primește brevetul de furnizor al Curții Regale, farmacia numindu-se din acel moment Farmacia Regală Vorel.
Lascăr L. Vorel și-a petrecut prima parte a vieții la Piatra Neamț, unde frații săi, Constantin și Tudor, aveau să preia farmacia Vorel, ei fiind ultima generație care a stăpânit-o înainte de naționalizare în regimul comunist.

### Educație
După studiile gimnaziale la Piatra Neamț, urmează studiile liceale și Școala de Arte Frumoase din Iași. Lascăr Vorel și-a continuat studiile în Imperiul german, unde s-a stabilit în 1899, și unde și-a petrecut apoi o mare parte din viață. La 17 octombrie 1900 s-a înscris la Akademie der Bildenden Künste München (Academia de Arte Frumoase München) , unde a fost elevul lui Franz Stuck, și și-a dezvoltat un stil artistic influențat de secesiunea vieneză, și de alte variante de Art Nouveau.
În timp, a adoptat o viziune artistică inspirată de liniile geometrice ale lui Paul Cézanne. Deși a refuzat să se încadreze în vreun grup de artiști, operele lui au elemente comune cu cele ale unor expresioniști (inclusiv George Grosz). Multe dintre picturile sale sunt satirice, centrându-se pe caricaturi grotești ale societății burgheze. Majoritatea sunt pictate în guașă, predominând culorile albastru, gri, și mov.

Portret

Stilul său principal stă în contrast cu picturile sale în care apare regiunea natală: concentrându-se pe compoziții mai largi și peisaje ce includ portrete sentimentale de țărani și mesteșugari, a folosit culori mai deschise.
După începutul primului război mondial, Vorel a incorporat proteste pacifiste în picturile sale — acestea au fost ultimul mare subiect al picturii sale înaite de moartea sa în Germania, ce s-a petrecut înainte de sfârșitul conflictului mondial.

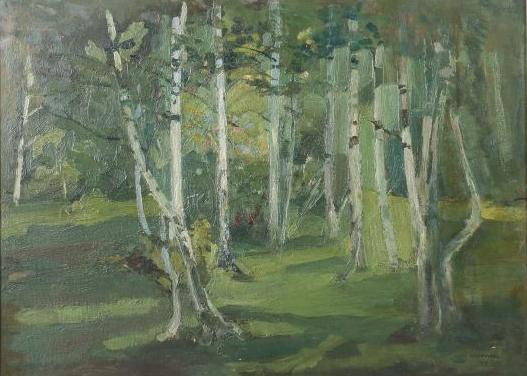
Vorel, 1909

## Sfârșitul
A decedat în februarie 1918 în Germania la München. Trupul său a fost reînhumat în Cimitirul „Eternitatea” din Piatra Neamț. Mormântul pictorului Lascăr Vorel este declarat monument istoric, înscris în Lista monumentelor istorice din județul Neamț, purtând codul LMI: NT-IV-m-B-10752.

## Opera
Artistul s-a afirmat atât în pictura în ulei și guașe cât și în grafică, expunându-și opera la München alături de creatori proeminenți și în România, începând din 1910, în cadrul expozițiilor Tinerimii Artistice din București. Expoziția din martie 1914 a „Tinerimii artistice”, prin diversitatea tematică și stilistică a lucrărilor prezentate, unde alături de Brâncuși, Luchian, Paciurea, Jalea, Pallady, Petrașcu și alți pictori, a expus și Vorel, a fost socotită un moment important în evoluția artei românești pe calea înnoirii mijloacelor de expresie.
Singura expoziție personală la Galeria Golz din München (1931).
În 1958, prima Expoziție retrospectivă organizată La București în sălile din Bd. Magheru nr.20. La Piatra Neamț, între 1969-1998, au avut loc mai multe ediții ale Bienalei Lascăr Vorel, simpozioane omagiale la Muzeul de Artă.
În prezent, Muzeul de Artă din Piatra-Neamț deține cea mai mare parte a lucrărilor reprezentative din creația lui Lascăr Vorel , aduse în țară în 1918, după moartea artistului . Acestea au fost achiziționate de la urmașii familiei și o mare parte sunt expuse permanent.
În 1993, la Piatra Neamț a fost înființată Galeria Lascăr Vorel, unde se organizează bienala de pictură Lascăr Vorel .